# Délka tónu
Trvání tónu či jeho délka  je jedna z hudebních vlastností, které se hodnotí u tónů nebo zvuků. Trvání určuje jeho délku v čase, tedy časovou hodnotu.
Trvání tónu je možné měřit a zapisovat pomocí běžných jednotek času (ms, s, min. atd.). V tradiční hudební notaci jsou však různé délky trvání tónů obvykle s různými hodnotami not, které nejsou vyjádřitelné absolutně, nýbrž pouze jsou ve vzájemně relativním vztahu.
Jako pomůcka k určování a dodržování stejného trvání tónů se od počátku 19. století používaly také mechanické, či později také elektronické nebo elektromechanické metronomy.